# Sangmin
Os sangmin (hangul: 상민; hanja: 常民) eram as pessoas comuns da era Joseon na Coreia.
Um nome mais educado, mas menos preciso para os sangmin é yangmin (hangul: 양민; hanja: 良民).

## História
O sangmin consistia de camponeses, trabalhadores, pescadores, alguns artesãos e comerciantes. Os sangmin eram considerados "trabalhadores limpos", mas tinham pouco status social. Geralmente eram pobres. Eles pagavam a maior parte dos impostos da Coreia e estavam sujeitos ao alistamento militar. Suas vidas eram duras, mas eles eram a base da dinastia Joseon, assim como os chungin eram a espinha dorsal do governo. Alguns dos sangmin possuíam terras que eles cultivavam. Outros alugavam terras do yangban como arrendatários. Aqueles que não cultivavam tinham o status mais baixo. Na vida cotidiana, os sangmin eram os trabalhadores que lutavam para sobreviver. Os yangban e os chungin controlavam e governavam sobre eles. Os sangmin faziam o trabalho pesado. Durante o final do período Joseon, particularmente no século XIX, os sangmin se rebelaram muitas vezes por causa da opressão e corrupção dos yangban.

## Sistema de castas de Joseon
| Classe    | Hangul | Hanja | Significado                         |
| --------- | ------ | ----- | ----------------------------------- |
| Yangban   | 양반   | 兩班  | (dois tipos de) aristocratas        |
| Jungin    | 중인   | 中人  | pessoas do meio                     |
| Sangmin   | 상민   | 常民  | plebeus                             |
| Cheonmin  | 천민   | 賤民  | plebeus vulgares                    |
| Baekjeong | 백정   | 白丁  | intocáveis (excluídos da sociedade) |
| Nobi      | 노비   | 奴婢  | escravos (ou "servos")              |